# Rahin
Der Rahin ist ein Fluss in Frankreich, der im Département Haute-Saône in der Region Bourgogne-Franche-Comté verläuft. Er entspringt in den Südvogesen, im Regionalen Naturpark Ballons des Vosges. Seine Quelle befindet sich unterhalb des Col du Stalon, im Gemeindegebiet von Plancher-les-Mines. Der Rahin überwindet in seinem Oberlauf einige Steilstufen mit sehenswerten Wasserfällen, wie den Saut de la Truite und die Cascade de Crémillot, entwässert generell in südwestlicher Richtung und mündet nach rund 51 Kilometern im Gemeindegebiet von Les Aynans als linker Nebenfluss in einen Seitenarm des Ognon.

## Orte am Fluss
- Plancher-les-Mines
- Plancher-Bas
- Champagney
- Ronchamp
- La Côte
- Roye
- Les Aynans